# Dean Hamer
Dean Hamer (* 29. Mai 1951 in Montclair) ist ein Genetiker, der seit 2005 Direktor der Genstruktur und -regulierungsabteilung im nationalen Krebs-Institut der USA (Gene Structure and Regulation Unit at the U.S. National Cancer Institute) ist. Er machte einen Abschluss als Bachelor am Trinity College, Connecticut und promovierte zum „Doctor of Philosophy (Ph.D.)“ an der Harvard Medical School.
Er ist an zwei bedeutenden wissenschaftlichen Kontroversen beteiligt. Zusammen mit Simon Levay hat er die Theorie von der Existenz eines „Gay-Gens“ entwickelt, das die Homosexualität bei Männern vorherbestimmt. Später postulierte er die Existenz eines „Gottes-Gens“, des VMAT2, das für spirituelle und religiöse Erlebnisse verantwortlich sein soll.
Außer seiner wissenschaftlichen Arbeit im engeren Sinne veröffentlichte er eine Reihe populär-wissenschaftlicher Bücher und ist der Inhaber einiger Patente.

## Publikationen (englisch)
- The Science of Desire (Simon and Schuster, 1994) ISBN 0-684-80446-8
- Living with Our Genes: Why They Matter More Than You Think – with Peter Copeland (Anchor, 1999) ISBN 0-385-48584-0
- The God Gene : How Faith is Hardwired into our Genes (Doubleday, 2004) ISBN 0-385-50058-0

## Publikationen (deutsch)
- Das unausweichliche Erbe. Wie unser Verhalten von unseren Genen bestimmt ist (mit Peter Copeland), Bern; München; Wien: Scherz Verlag 1998, ISBN 3-502-15288-8
- Das Gottes-Gen. Warum uns der Glaube im Blut liegt, München: Kösel Verlag 2006, ISBN 978-3-466-36727-6